# 樺島ほたる
樺島 ほたる（かばしま ほたる、1999年7月28日 - ）は、日本の女子バスケットボール選手である。ポジションはポイントガード。Wリーグの東京羽田ヴィッキーズに所属していた。2023/24シーズンをもって引退。

## 来歴
福岡県出身。
桜花学園高校で全国大会上位となり、年代別日本代表にも選出。
その後は筑波大学を経て、2022年、東京羽田ヴィッキーズにアーリーエントリーを経て加入。23/24シーズンはチーム最多の77アシストを記録したが、2024.4.5、2023/24シーズンをもって引退することが発表された。
。

## 日本代表歴
- 2015年U16アジアカップ
- 2016年U17ワールドカップ